# Starlite Terrace
Starlite Terrace ist ein Band mit vier zeitgenössischen Erzählungen aus dem amerikanischen Filmmilieu von Patrick Roth, der 2004 im Suhrkamp Verlag erschien.

## Überblick

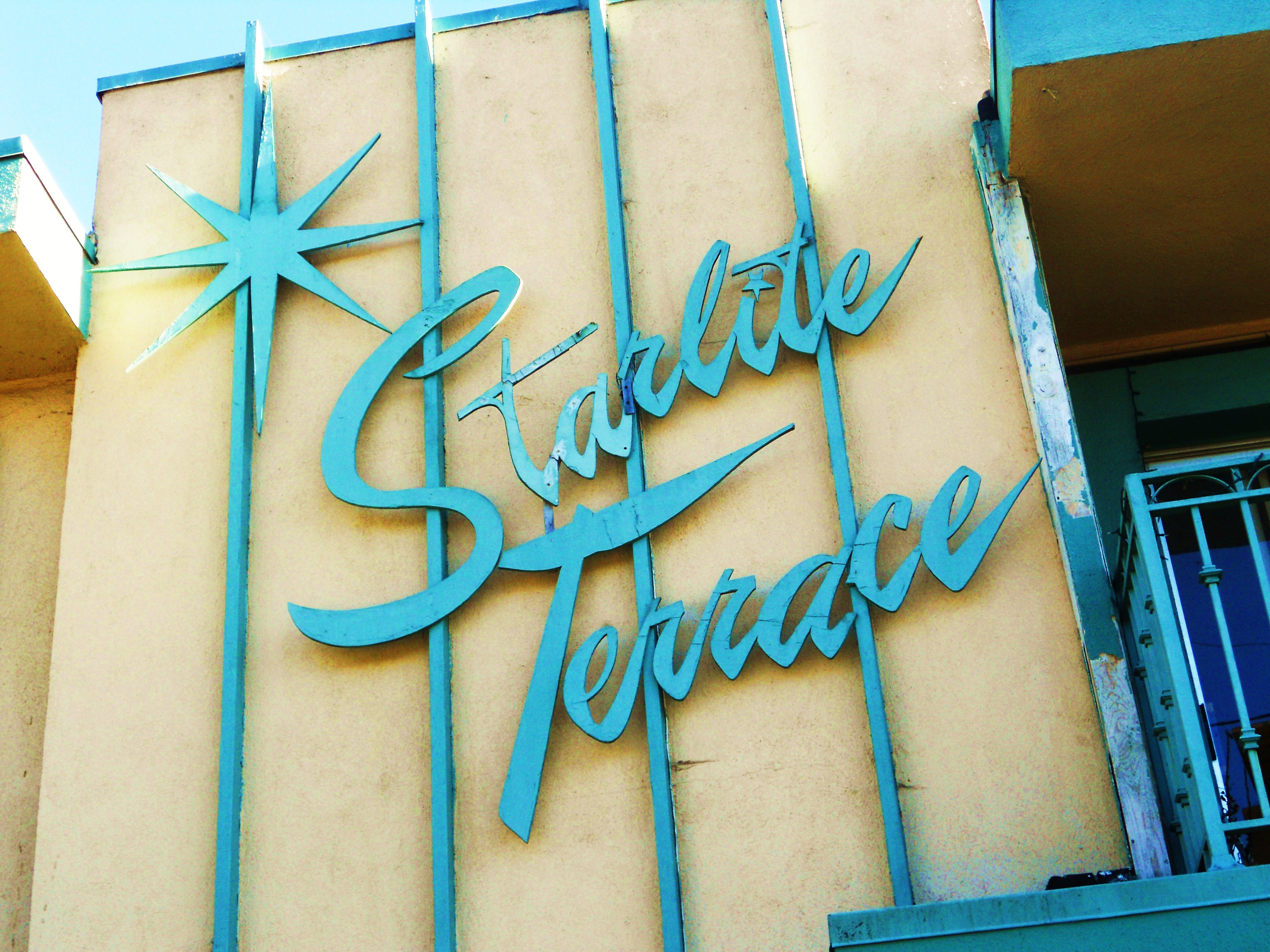
Schriftzug am Gebäude

Starlite Terrace lautet der Name der um einen Swimmingpool angeordneten Apartmentanlage in Los Angeles, wo die Handlung in den Jahren 2002 und 2003 spielt. Vier Bewohner erzählen einem fünften, der zugleich Haupterzähler ist, ihre von Hollywood geprägten Lebensgeschichten. Angezogen vom Glanz des Showbusiness waren Rex, Moss, Gary und June in jungen Jahren in die Filmmetropole gezogen. In Unterhaltungen mit dem Erzähler berichten sie von zentralen Ereignissen und Wendungen auf ihrem Lebensweg, von großen Erwartungen und bitteren Enttäuschungen. Ihre meist in Form von Dialogen vorgetragenen Geschichten kreisen um existentielle Themen wie Liebe und Schuld, Tod und Erlösung, die in archetypischen Bildern Ausdruck finden. Jede Erzählung basiert auf biographisch-historischen Fakten, eingebettet in einen mythisch-überzeitlichen Kontext. Der Autor selbst beschreibt die Erzählungen als fiktionalisierte Zeugnisse von Personen am Rand der amerikanischen Film- und Musikindustrie, die zu vier Individuationsgeschichten geformt und zusammengestellt wurden.
Die Öffnung der profanen Alltagswelt in die mythischen Lebenshintergründe verleiht den vier Geschichten das Gepräge eines Romans. Der anonyme Erzähler erster Ordnung bleibt in seiner Rolle als objektiver Beobachter überwiegend im Hintergrund der Ereignisse. Eingestreute Hinweise zu seiner Person eröffnen autobiographische Bezüge: die deutsche Herkunft, das umfassende Filmwissen sowie das narrative Verfahren des Sammelns von Lebensplittern als Stoff für dramatische Geschichten deuten auf eine Identität von Autor und Erzähler und weisen Starlite Terrace als autofiktionale Prosa aus. „Die Starlite Terrace-Erzählungen sind Teil der eigenen Lebensgeschichte, ein Kondensat von Roths vierzigjähriger Erfahrung mit der Filmstadt Los Angeles, in die er 1975 kam, um an der University of Southern California (USC) das Regiehandwerk zu erlernen.“

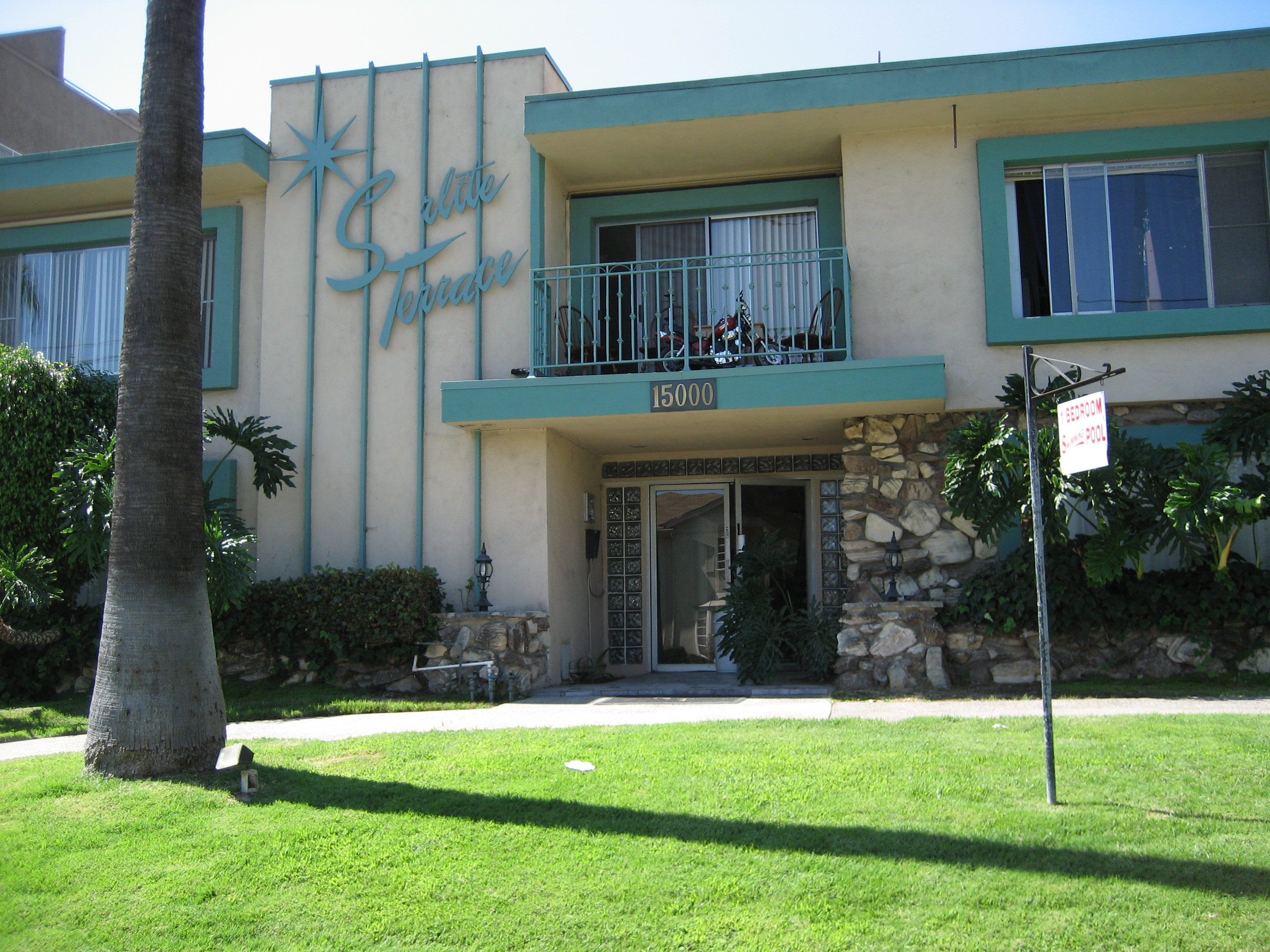
Starlite Terrace Apartmentbuilding, Ansicht von der Straße

Die vier Erzählungen, die den Band konstituieren, sind durch eine Vielzahl struktureller Parallelitäten und wiederkehrender Motive verknüpft. Die Kontinuität der übergeordneten Erzählerfigur, das Leitthema Film und Filmstars sowie die übergreifende Einheit von Ort, Zeit und Handlung verweben die einzelnen Erzählungen zu einem organischen Gesamtwerk mit zeitdiagnostischer Kraft. Der Band, der keine Gattungs-Bezeichnung trägt, stellt sich als vierteiliger Erzählzyklus dar, der eine Entwicklung in vier Stufen bzw. vier Erzählungen abbildet. Auf das Grundthema der Transformation spielt bereits der Titel an. Starlite Terrace (dt. „Sternenlicht-Terrasse“) bezeichnet das konkrete Apartmentgebäude in Los Angeles und zugleich den stufenweisen Aufstieg zu Erkenntnis und neuem Bewusstsein.

## Inhalt

### Der Mann an Noahs Fenster

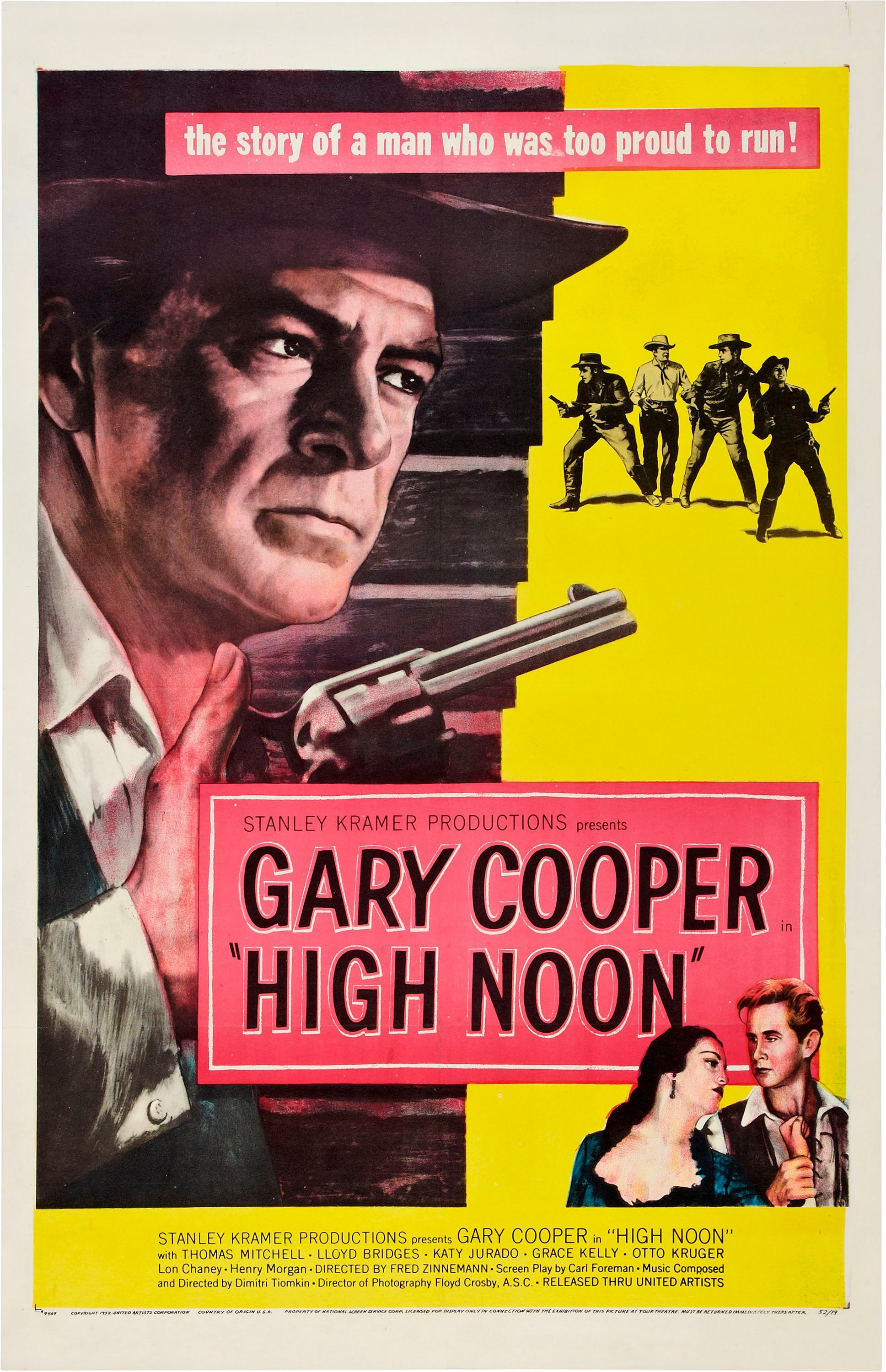
Filmplakat High Noon 1952

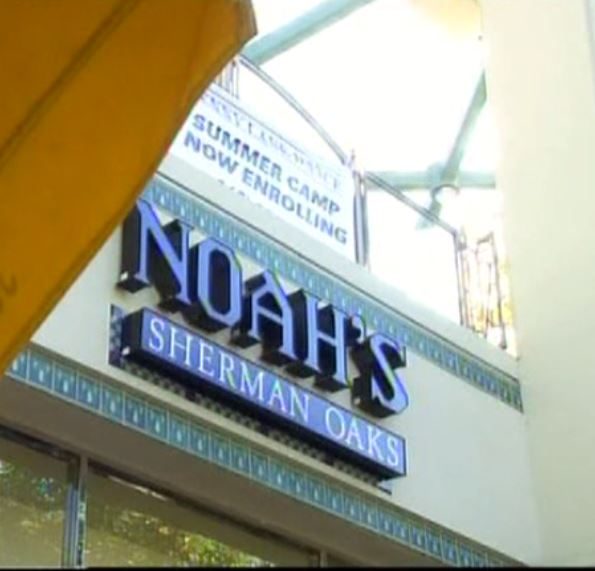
Noah’s Deli, Ventura Boulevard

Die erste Erzählung Der Mann an Noahs Fenster kreist um das Sterben des alten Rex. Der elternlos aufgewachsene ehemalige Filmstatist denkt beim gemeinsamen Frühstück im „Noah’s Deli“ an Kindheits- und Jugendjahre zurück, die einzig vom Kino erhellt wurden. Rex erzählt, sein Vater, ein kleiner Schuhverkäufer mit angeblich schönen Händen, habe bei den Dreharbeiten zum Westernklassiker Zwölf Uhr mittags die Hände von Gary Cooper gedoubelt. Als junger Mann war Rex dem Star einmal vergeblich auf der Straße nachgelaufen, um ihm die Hand zu schütteln. Die existentielle Verlassenheit des „Manns an Noahs Fenster“ wird in seinem Spitznamen „Rex Iudaeorum“ (König der Juden) greifbar. Die ironisch verliehene biblische Bezeichnung spielt auf Untergang und Auferstehung an: Wie Jesus am Kreuz stirbt Rex, der „alte König“, am Ende der Erzählung einen einsamen, gottverlassenen Tod. Wie sein Idol Gary Cooper stirbt er an Krebs. Der Erzähler wirft sich vor, die Zeichen des nahen Endes nicht erkannt zu haben:
[…] wer war, im übrigen, Rex? Was war er mir, daß ich ihm damals so langehin zugehört hatte, die Bilder finden wollte, die die Hände enthielten? […] Und wenn ich Rex damals im Noah’s zugehört hatte, weil ich ahnte, daß er am Abgrund stand? Nicht nur das, sondern so genau zuhörte, weil ich wußte, daß er von sich wie von mir sprach. Daß es mein Schicksal war, das hier angekündigt war.
Ein Traum des Erzählers verknüpft die äußeren Geschehnisse um Rex mit inneren, biblischen Bildern. Ein „Sturmwind von Norden“ bricht in die Fensterfront des Frühstücksladens und reißt den „Mann an Noahs Fenster“ mit sich, während der Erzähler Schutz im Nebenraum sucht. In der Dunkelheit am Boden kauernd begegnet ihm die numinose Gestalt des „Überschreiters“, eines „gefangene[n] Befreiers“, der über ihn hinweg ins Offene schreitet und davonreitet, worauf sich der vernichtende Sturm legt und Ruhe einkehrt. Zuletzt tritt der Erzähler in die Nacht hinaus, „windwärts, zum Starlite Terrace zurück“.

### Sonnenfinsternis

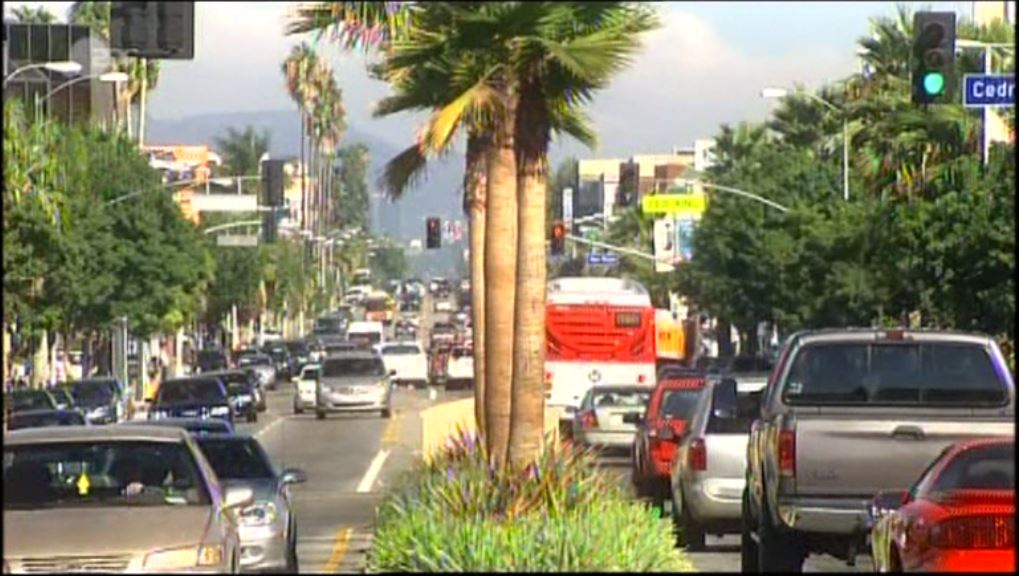
Ventura Boulevard, Sherman Oaks, Schauplatz der Handlung

Im Mittelpunkt der zweiten Erzählung Sonnenfinsternis steht die Lebensproblematik des Moss McCloud. Der ehemalige Schauspieler und Casting-Agent aus New York kämpft mit dem Verlust der Beziehung zu seiner einzigen Tochter, deren Besuch er täglich erwartet. Das Drama der 40 Jahre zurückliegenden Trennung wird wieder akut, als er das Manuskript seiner Lebensgeschichte verliert. Der Erzähler begleitet den verzweifelten Nachbarn auf der Suche nach der verlorenen Schrift. Im Dialog erinnert Moss Szenen seiner Ehe vom ersten Kuss bei einer Theaterprobe bis zum abrupten Ende drei Jahre später. Die Skala widerstreitender Emotionen von Liebe und Hass, Zorn und Rache, Einsicht und Verzicht spiegelt sich in einem atemlos assoziativen Monolog. Erzählend sammelt Moss die Fragmente der Beziehung zusammen und wird sich dabei des größeren Faktors hinter seinem Leben bewusst. Dieser Andere war ihm auf dem Höhepunkt des Konflikts als Vision im Fenster eines Bankgebäudes erschienen, bereit, seine „Schale Zorn“ auszugießen. Am Ende seiner nächtlichen Suchwanderung findet Moss das Verlorene auf einer inneren Ebene wieder. 
Es war völlig dunkel geworden. Moss und ich standen in der lichtlosen Gasse hinter den Geschäften des Ventura Boulevard. Wir hatten längst aufgegeben. Aber Moss hatte mich weitergezogen, mit jedem Wort weiter, mich festgehalten bei sich. Er hatte zu mir gesprochen, als zeuge nun jedes Wort. Und jetzt ich sah es ihm an, er hatte kaum zu Ende gesprochen: Jetzt standen sie vor ihm, die Frau und die Tochter.
Sonnenfinsternis ist als Rahmengeschichte angelegt. Der Erzähler erster Ordnung fungiert in der Rolle eines Mittlers und Therapeuten, der den Erkenntnisprozess durch Präsenz und Empathie anleitet. Am Schluss verschränken sich die Erzählebenen in einer metafiktionalen Geste, wenn Moss seine Geschichte in die Hände des Erzählers legt und ihm den Auftrag erteilt, sie als sein persönliches Vermächtnis an die Nachwelt zu überliefern.

### Reiter auf dem Sturm

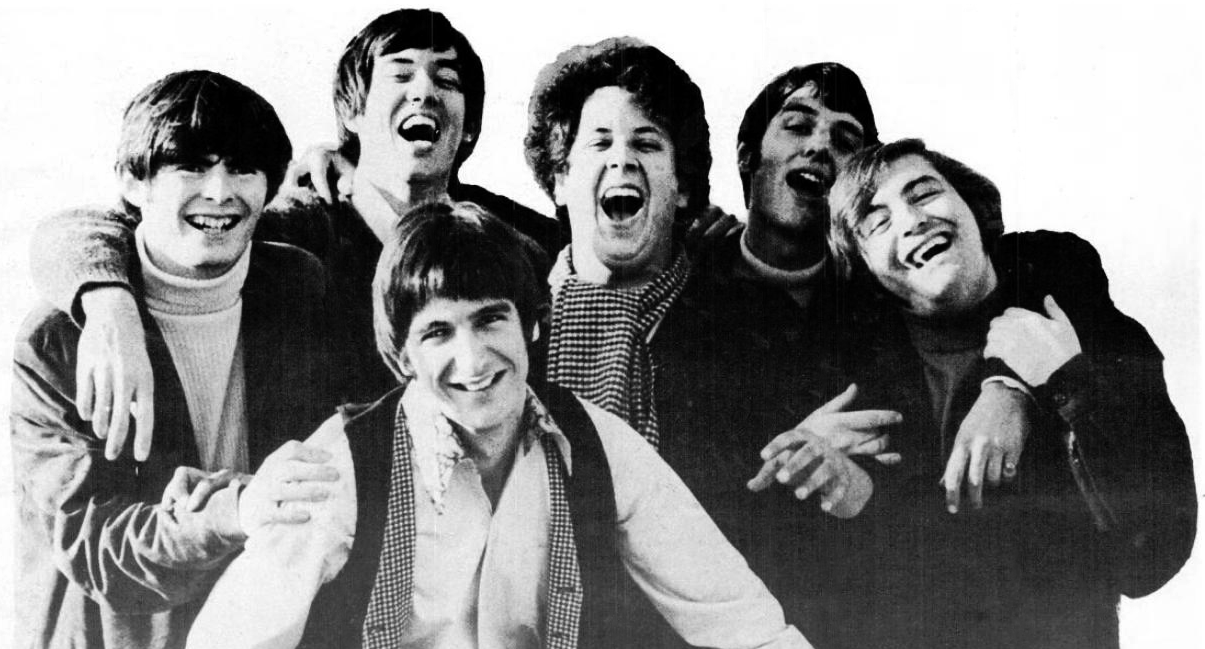
The Turtles 1967

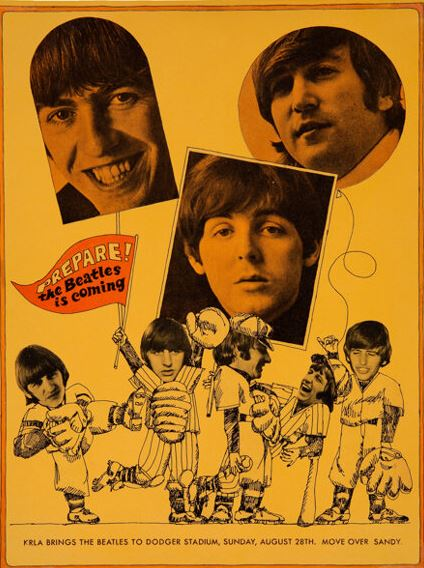
The Beatles, Konzert Los Angeles, Dodger Stadium, 28. August 1966

Der Irakkrieg bildet den zeitgeschichtlichen Hintergrund der dritten Erzählung Reiter auf dem Sturm. Sie handelt von Gary, einem erfolglosen Schlagzeuger und Mitglied der christlich fundamentalistischen Gemeinschaft „Keepers of the Flame“. Geprägt von der Drogen- und Hippiekultur der sechziger Jahre will er sein schuldbeladenes Leben neu beginnen und sucht Vergebung bei einer jungen Schauspielerin, in die er sich frisch verliebt hat. Sein aufbrausendes Gemüt bezwingt er mit Marihuana, seine latente Neigung zu Gewaltausbrüchen zeigt sich in der Waffe, die er heimlich in der Jackentasche trägt. Mit seinen Geschichten über die Musikszene der Sechziger lockt er den Erzähler zu einer Autofahrt in den Laurel Canyon. Während der Wagen die Häuser von Legenden wie Joni Mitchell, Frank Zappa oder John Mayall passiert, schildert Gary Episoden aus seinem Leben. Dem strahlenden Beginn als Drummer der Turtles und der Ehe mit einem Beatles-Groupie folgten der Ausstieg aus der Band vor dem Hit Happy Together, die Scheidung und der kontinuierliche Abstieg in die Depression:
Vierzig Jahre Sintflut, davon hat er doch erzählt, dein Armenier. Weißt du, manchmal hab ich das Gefühl, daß ich schon vierzig Jahre drin schwimme. Immer wieder am Ersaufen bin. Nie wirklich Grund unter den Füßen habe ... Ich bin fünfundfünfzig, Mann! Und steh heute mit leeren Händen da.
Mit dem Erzähler als Zuhörer bekennt Gary seine Verfehlungen und Übertretungen bei Frauen und der Familie. Als Ziel der Autofahrt erweist sich eine Party in den Hollywood Hills, wo sich die Frau für den ersehnten Neubeginn aufhalten soll. Der Erzähler wird Zeuge, wie Gary sich unter die Gäste mischt, mit der Pistole im Anschlag bei strömendem Regen durch den Garten irrt. Das letzte Bild zeigt ihn am Boden eines Pavillons, angezogen von einem offenen Feuer, mit Händen hineingreifend.
Das Motiv der handumklammerten brennenden Holzscheite spielt auf den Anfang der Erzählung an, wenn der Armenier Ara sein erstes Filmerlebnis im Kreis der Freunde erinnert. Die fünfziger Jahre-„Billigproduktion“ in der Einkleidung einer Sintflutgeschichte erzählt von der Beziehung eines Mannes zu seiner Frau. Ur, ein fiktiver Zeitgenosse des biblischen Noach, schmuggelt seine Frau in die rettende Arche, nachdem sie von einem Zauberer in ein Tier verwandelt wurde. In der feurigen Flut klammert Ur sich von außen an den Planken der Arche fest und lässt die verwandelte Frau im Innern des Archekastens nicht aus dem Blick.

### Die Frau im Sternenmeer

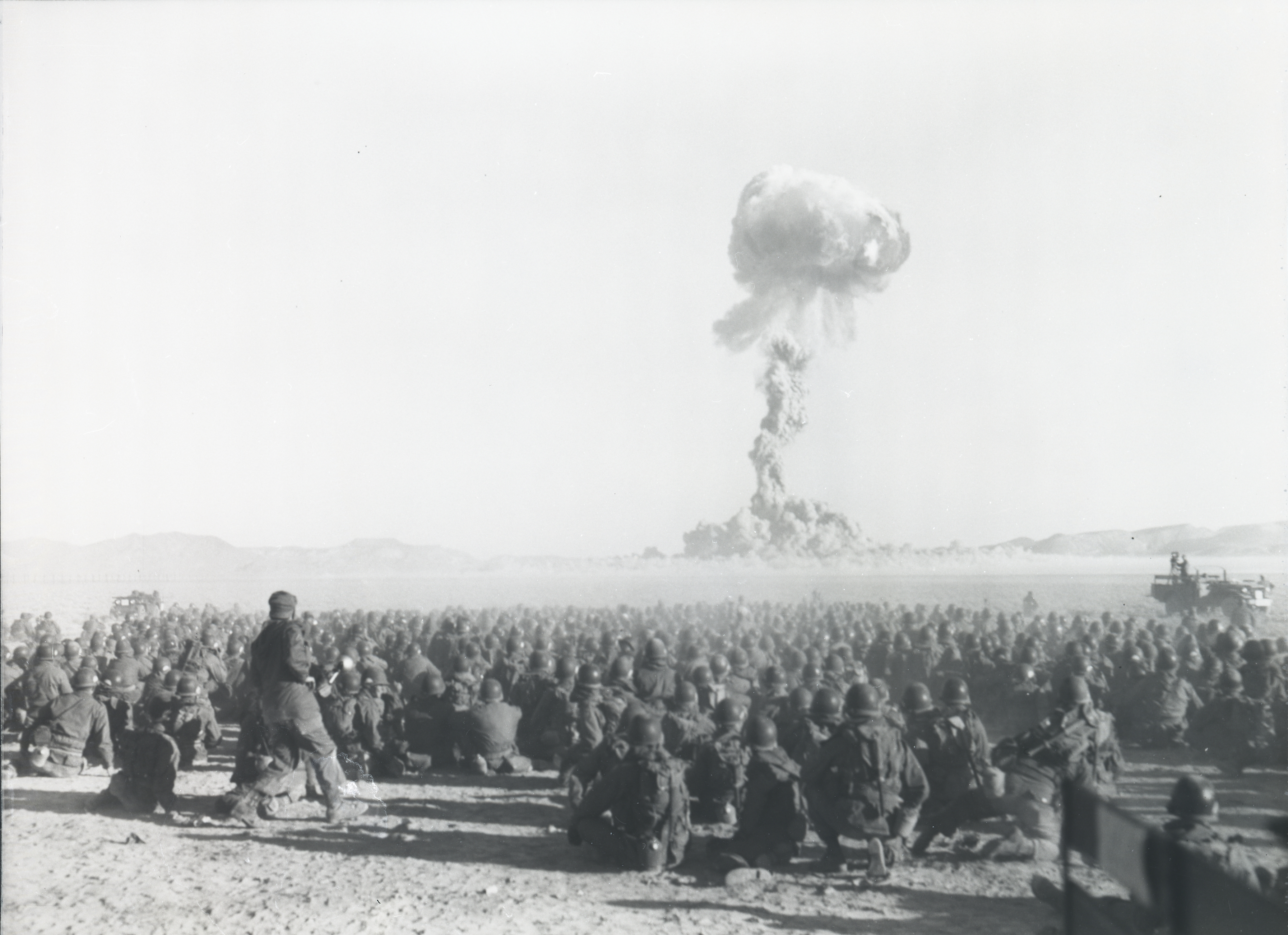
Nevada National Security Site; Sperrgebiet nördlich von Las Vegas, Kernwaffentest am 1. November 1951. Die Truppen sind nur 6 Meilen (9,5 Kilometer) von der Explosion entfernt

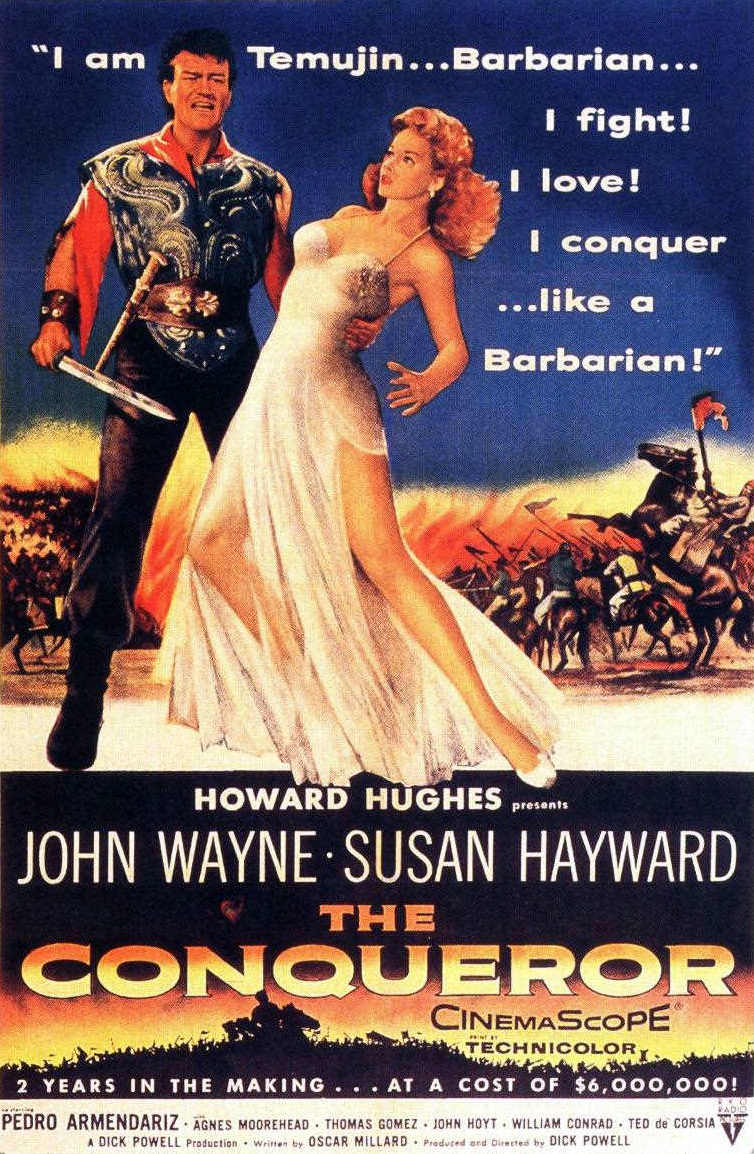
Der Eroberer, 1956 Filmplakat

Die vierte Erzählung, Die Frau im Sternenmeer, zeigt den Erzähler allein unter Frauen. Der einleitende Traum des Erzählers über eine unbekannte Frau, die am Poolrand sitzend einen Ausschnitt im Kosmos in ein schwarzes Buch zeichnet, befreit ihn von einem Fieber. June, die lang geschiedene „Starlite Terrace“-Managerin deutscher Herkunft und einzige weibliche Heldin im Buch, empfängt an diesem Abend ihre Nichte Jennifer, eine Storyboard-Zeichnerin. Im Innenhof des „Starlite“ sitzt man zu dritt am Pool, während im Hintergrund The Conquerer, ein 50er Jahre-Streifen mit John Wayne, im Fernseher läuft.

June, die ihren Geburtstag und ihren Ex-Mann mit Marilyn Monroe teilt, erzählt aus ihrer Zeit als Sekretärin bei Disney und 20th Century Fox. Die glanzvollen Namen der Studiobosse und Filmgötter verbinden sich in ihren Geschichten nicht allein mit Machtmissbrauch und sexueller Nötigung, sondern auch mit Tod und Verbrechen. Sei es der radioaktiv verseuchte Drehort in der Wüste von Nevada, der auch Wayne zum Verhängnis wurde, die Mafia-Hinrichtung des Las-Vegas-Gründers und Paten Bugsy Siegel durch das Fenster einer Villa in Beverly Hills oder der vorgebliche Selbstmord Marilyn Monroes, in den die Kennedy-Brüder verwickelt sind – June ist sich der dunklen Schattenseiten der Traumfabrik bewusst. Sie selbst geht ganz im Leben derer auf, die im Licht der Scheinwerfer stehen. 
Sie schwieg – nur einen Moment lang. Vielleicht war ihr klar, dass sie im Kreis ging. Daß Marilyns Name, daß all die Namen und Geschehnisse, von denen sie sprach, als seien sie zeitlos – denn das war der Unterton, sobald June über „Stars” sprach –, zwingend waren, sie schicksalhaft in einen Kreis hineinzwangen, ohne June je zur Mitte hin, ohne sie je ins Zentrum treten zu lassen.
Erst die Erinnerung an ihre Begegnung mit dem Holocaust holt June zu sich selbst zurück. Bei Columbia hatte sie den Auftrag, Filmaufnahmen zu protokollieren, Bilder in Worte zu übersetzen. Was sich dabei „Einstellung für Einstellung“ offenbarte, war das Grauen der Vernichtung, das die Befreier der Konzentrationslager im Frühjahr 1945 mit Kameras eingefangen hatten. June erzählt daraufhin von ihrem Vater, der von seinem Vater, einem eingewanderten deutschen Juden, als Kind verlassen worden war.
Am Ende des Abends, dem Vorabend ihres 77. Geburtstages, führt June im Innenhof des „Starlite Terrace“ die zerrissenen Familienbande symbolisch wieder zusammen. Sie schüttet die Asche des unbekannten Großvaters in den Pool und springt hinein. Der Erzähler, der das spontane Ritual vom Poolrand aus miterlebt, überliefert die Vereinigung im Staub des Vorfahren in den poetisch kosmischen Bildern einer Vermählung. „Wie unter den Saum eines sich bauschenden Brautkleids tauchte sie, aufwärts, ins Innere der treibenden Figur sich zu stellen, ins Zentrum der lichtdurchlanzten tanzenden Wolke.“

## Rezeption
Die literaturwissenschaftliche Forschung wertet Starlite Terrace als exemplarisches Beispiel für die aktuelle Strömung der postsecular fiction in der Nachfolge von Charles Taylors Studie A secular Age (2007), die sich durch ein neues Interesse für spirituelle Inhalte und existentielle Erfahrungen auszeichnet. Demnach illustrieren die vier Erzählungen das religiös entfremdete Leben in der radikal säkularisierten Gesellschaft der Filmstadt Los Angeles; zugleich enthüllen sie die Suchbewegungen der vier Protagonisten nach dem transzendenten Zentrum des Lebens. Starlite Terrace dokumentiert in diesem Sinn das Verschwinden religiöser Praxis und religiösen Wissens in den westlichen Gesellschaften und legt zugleich die Tendenz offen, das verlorene Sinnzentrum in der Ersatzwelt des Films und seinen vergöttlichten Stars zu suchen: „Die Geschichten in ‚Starlite Terrace‘ illustrieren eindrücklich die Transformationen des Religiösen in den westlichen Gesellschaften unter den Bedingungen dessen, was Charles Taylor als das säkulare Zeitalter beschrieben hat. […] Religion ist individuelle, unabschließbare Sinnsuche.“
Diese Konstellation spiegelt sich im narrativen Verfahren. Das neorealistische Erzählen Roths weist aufgrund seiner metafiktionalen Struktur postmodern-experimentelle Züge auf; es greift auf filmische Methoden zurück, um die Wirkung bestimmter Effekte zu verstärken und mythische Tiefendimensionen zu eröffnen. Die narrative Struktur erinnert an ein Schichtenmodell: „Die in Starlite Terrace entworfene Welt ruht auf einem doppelten Fundament, insofern unter der äußeren Los-Angeles-Kultur die archetypische Welt der Psyche aufscheint, die sich in […] eingeflochtenen Träumen mitteilt – gleichsam als kompensierende, in zeitlos-mythischen Bildern vermittelte Ergänzung zur oberflächlich belanglosen Alltagswirklichkeit, die so aus einem größeren, transpersonalen Blickwinkel gesehen wird.“ Kennzeichnend für postsäkulare Literatur sind religiöse Erfahrungen in Gestalt von „ontological openings“ – plötzlichen Einbrüchen einer anderen, größeren Welt in Form von archetypischen Träumen und Visionen. Grundsätzlich zeichnet sich der romanhafte Erzählzyklus durch die postmoderne Verschränkung von Topoi aus der jüdisch-christlichen Symbolik (z. B. das Motiv der Sintflut, des Messias als Erlöser, der Apokalypse und dem Kreuzestod als Bilder des Untergangs und der Erneuerung) mit Filmbildern und- figuren des Hollywood-Kinos aus.
Starlite Terrace wurde als hochgradig selbstreflexive Prosa beschrieben, in der das Geschichtenerzählen als Medium kritisch hinterfragt wird. Der Rahmenerzähler selbst ist in der Reflexion der von ihm zusammengetragenen Geschichten einer Transformation unterworfen, die über die Grenzen des Textes hinausreicht. Die poetologische Intention besteht darin, „im literarischen Vorführen von Wirklichkeitsstiftung durch Erzählen eine dialektische Gegenbewegung zum ästhetischen Gefrieren der Kommunikation in der Schriftlichkeit des Textes zu entfesseln, eine Gegenbewegung, die schließlich im Akt der Lektüre und Relektüre des Werks auch das Verhältnis von Autor und Publikum ergreift.“

## Ausgaben
- Patrick Roth: Starlite Terrace, Frankfurt a. M.: Suhrkamp, 2004. ISBN 3-518-41662-6.
- Patrick Roth: Starlite Terrace, London: Seagull Books, 2012. Translated by Krishna Winston. ISBN 978-0-85742-082-4 (engl. Ausgabe)
- Patrick Roth: Starlite Terrace, Paris: Le Bruit du Temps, 2016. Traduit par Olivier Le Lay. ISBN 978-2-35873-094-5 (frz. Ausgabe)

## Forschungsliteratur
- Michaela Kopp-Marx: “Solar Eclipse” – The Anima Problem in Patrick Roth’s Starlite Terrace. In: Psychological Perspectives, Bd. 65/2022, S. 132-147.doi:10.1080/00332925.2022.2083891
- Michaela Kopp-Marx: The Power of Story Telling. Michaela Kopp-Marx in Conversation with Author Patrick Roth. In: Psychological Perspectives, Bd. 65/2022, S. 110-124. doi:10.1080/00332925.2022.2082802
- Jan Stievermann: Patrick Roths „Starlite Terrace“ als postsäkulare Erzählliteratur. In: Martina Engelbrecht, Klaus Kempter (Hrsg.): Krise(n) der Moderne. Über Literatur und Zeitdiagnostik. Heidelberg: Universitätsverlag Winter, 2021, S. 425–436.
- Michaela Kopp-Marx: Psychogramm des postmodernen Zeitgeists. Patrick Roths deutsch-amerikanischer Erzählzyklus „Starlite Terrace“. In: Martina Engelbrecht, Klaus Kempter (Hrsg.): Krise(n) der Moderne. Über Literatur und Zeitdiagnostik. Heidelberg: Universitätsverlag Winter, 2021, S. 411-423. ISBN 978-3-8253-4682-9.
- Eva Wertenschlag-Birkhäuser: „Der große Traum in Patrick Roths ‚Starlite Terrace‘. Eine tiefenpsychologische Deutung“. In: Michaela Kopp-Marx (Hrsg.): Der lebendige Mythos. Das Schreiben von Patrick Roth. Würzburg: Königshausen und Neumann, 2010, S. 430-461. ISBN 978-3-8260-3972-0.
- Gerhard Kaiser: Das Erzählen ist die Handlung. Zu Patrick Roths Erzählung „Der Mann an Noahs Fenster“ in „Starlite Terrace“. In: Michaela Kopp-Marx (Hrsg.): Der lebendige Mythos. Das Schreiben von Patrick Roth. Würzburg: Königshausen und Neumann, 2010, S. 414-428. ISBN 978-3-8260-3972-0.
- Hubert Winkels: „Sterne und Streifen – Patrick Roths Erzählungen ‚Starlite Terrace‘“, in: Hubert Winkels: Gute Zeichen. Deutsche Literatur 1995–2005. Köln: Kiepenheuer & Witsch, 2005, S. 334-339. ISBN 3-462-03466-9.